# Micii poznași
Micii poznași (în engleză Tiny Toon Adventures, prescurtat simplu ca Tiny Toons sau complet Steven Spielberg Presents Tiny Toon Adventures) este un serial american animat de televiziune de comedie care a fost difuzat din 14 septembrie 1990 până pe 6 decembrie 1992. Este primul serial de animație produs de compania lui Steven Spielberg Amblin Entertainment în asociere cu Warner Bros. Animation. Serialul urmărește aventurile unui grup de tinere personaje de desene animate care frecventează Universitatea Acme pentru a deveni următoarea generație de personaje din seria Looney Tunes.
Episodul pilot, "Poznașii: Începutul", a avut premiera ca un special în prime-time pe CBS pe 14 septembrie 1990, în timp ce serialul însuși a fost difuzat în sindicalizare pentru primele două sezoane. Al treilea și ultimul sezon a fost difuzat pe blocul Fox Kids al Fox. Serialul și-a terminat producția în 1992 în favoarea serialului Animaniacii care și-a dat premiera anul următor; totuși, două speciale au fost produse în 1994. Un serial reboot, Looniversitatea Micuților, anunțat în octombrie 2020, a avut premiera pe 8 septembrie 2023 pe Max.
În România, a avut premiera pe canalul Pro Cinema dublat în limba română și s-a difuzat până în 2009 și anterior pe Tele7abc. Pe data de 10 decembrie, 2012, desenul a fost preluat și de canalul Boomerang.

## Subiect
Povestea se desfășoară în orașul Acme Acres unde personajele din Micii poznași și Looney Tunes trăiesc. Micii poznași învață la Looniversitatea Acme unde profesorii sunt personajele din desenele animate ale Warner Brothers, cum ar fi: Bugs Bunny, Daffy Duck, Porky Pig, Sylvester, Tweety și alții. Pe lângă acestea, au mai apărut și alte personaje din Looney Tunes anonime, cum ar fi: Michigan J. Broscoiul, Speedy Gonzales, Buni și alții. De asemenea, multe personaje din Tiny Toons au fost desenate după aceste personaje Looney Tunes.

## Personaje

### Personaje Principale
- Buster Bunny este unul dintre personajele principale ale seriei. Buster este un iepuraș alb-albastru care poartă un tricou roșu și mănuși albe. A fost creat pe baza lui Bugs Bunny. El o place pe Babs, dar nu ar recunoaște-o.
- Babs Bunny este unul dintre personajele principale ale seriei. Babs este o iepuroaică roz care poartă două fundițe la urechi, un tricou galben și rochie mov. Ea are partea maniacă a iepurelui Bugs Bunny și are o familie mare. Ea îl place pe Buster, dar nu o recunoaște.
- Plucky Duck este un rățoi verde cu un maiou alb. Este prezentat ca fiind șmecher și egoist (exact ca mentorul și profesorul lui favorit, Daffy Duck). Este bun prieten cu Babs, Buster și Hamton (în special cu Hamton).
- Hamton J. Pig este un porcușor roz cu o salopetă albastră. La baza sa a stat personajul Porky Pig. Este bun prieten cu Babs, Buster și Plucky (în special cu Plucky). Este obsedat de curățenie, și de asemenea îi place mult să mănânce.
- Elmyra Duff este o fetiță cu păr portocaliu, care iubește animalele și încearcă mereu să îi prindă. Ea însă îl iubește foarte mult pe Montana Max. Ea este bazată pe Elmer Fudd.
- Montana Max este un băiețel cu păr șaten, creat pe baza lui Yosemite Sam. Are un temperament negativ și locuiește într-o casă bogată cu servitori. El este înnebunit după bani.

### Personaje Secundare
- Păsărica Sweetie este o versiune feminină a lui Tweety. Sweetie este o păsărică roz cu o fundiță albastră. Ea scapă mereu de Ghemotoc.
- Ghemotoc (engleză Furrball) este o pisică albastră pe baza lui Sylvester. El încearcă să prindă Păsărica Sweetie.
- Dizzy Diavolul este o diavol tasmanian mov creat pe baza lui Taz. El poartă o pălărie galbenă cu o elice.
- Calamitate Coiotul este un coiot gri cu teniși roșii. El încearcă mereu să îl prindă pe Micul Beeper cum unchiul său, Wile E. Coyote încearcă să îl prindă pe Road Runner, dar nu reușește.
- Micul Beeper (sau Micul Bipăitor) este un struț roșu cu teniși albaștri. El spune numai „Beep Beep” exact ca mentorul lui, Road Runner. El scapă mereu de Calamitate Coiotul.
- Shirley McLoon este rață inteligentă și albă cu păr galben și un tricou roz. Ea este un medium.
- Fifi La Fume este o sconcsișă mov-roz și frumoasă care este creată pe baza lui Pepe Le Pew.
- Gogo Dodo este o pasăre dodo și totodată soneria școlii. Este bazat pe Pasărea Dodo din desenul animat Porky in Wackyland.
- Personajele Looney Tunes au apărut în desen animat unele ca profesori la Acme Looniversity și altele ca personaje anonime.

## Episoade
Episoadele sunt aranjate în ordinea de producție.
Episoadele "Life in the 1990s", "The Wide World of Elmyra" și "Brave Tales of Real Rabbits" nu au fost niciodată difuzate pe Boomerang din motive necunoscute.
| Premiera originală | Premiera în România (Pro Cinema) | Premiera în România (Boomerang) | N/o  | Titlu român (Pro Cinema) | Titlu român (Boomerang)                                                                       | Titlu englez                                  |
| ------------------ | -------------------------------- | ------------------------------- | ---- | ------------------------ | --------------------------------------------------------------------------------------------- | --------------------------------------------- |
|                    |                                  |                                 |      |                          |                                                                                               |                                               |
| SEZONUL 1          |                                  |                                 |      |                          |                                                                                               |                                               |
|                    |                                  |                                 |      |                          |                                                                                               |                                               |
| 14.09.1990         | 18.09.1994                       |                                 | 01   | '                        | Azi iepurași, mâine pe imaj                                                                   | Hare Today, Gone Tomorrow                     |
|                    |                                  |                                 |      |                          |                                                                                               |                                               |
| 17.09.1990         | 25.09.1994                       |                                 | 02   | '                        | SuperBabs/Rățoiul Treck/Pasadena Jones                                                        | Cinemaniacs!                                  |
|                    |                                  |                                 |      |                          |                                                                                               |                                               |
| 18.09.1990         | 02.10.1994                       |                                 | 03   | '                        | Povești bizare despre ciudățeniile științei                                                   | Strange Tales of Weird Science                |
|                    |                                  |                                 |      |                          |                                                                                               |                                               |
| 19.09.1990         | 09.10.1994                       |                                 | 04   | '                        | Diavolul debutant/Îndemânare de iepure/Rățoiul fără noroc                                     | You Asked For It!                             |
|                    |                                  |                                 |      |                          |                                                                                               |                                               |
| 20.09.1990         | 16.10.1994                       |                                 | 05   |                          | Trăznăile lui Ghemotoc                                                                        | Furrball Follies                              |
|                    |                                  |                                 |      |                          |                                                                                               |                                               |
| 21.09.1990         | 23.10.1994                       |                                 | 06   | '                        | Hamton eroul                                                                                  | Hero Hamton                                   |
|                    |                                  |                                 |      |                          |                                                                                               |                                               |
| 24.09.1990         | 30.10.1994                       |                                 | 07   | '                        | Buster și vârcolacul                                                                          | Buster and the Wolverine                      |
|                    |                                  |                                 |      |                          |                                                                                               |                                               |
| 25.09.1990         | 06.11.1994                       |                                 | 08   | '                        | Aiurita sa majestate                                                                          | Her Wacky Highness                            |
|                    |                                  |                                 |      |                          |                                                                                               |                                               |
| 26.09.1990         | 13.11.1994                       |                                 | 09   | '                        | Un musafir preistoric                                                                         | Rock 'n' Roar                                 |
|                    |                                  |                                 |      |                          |                                                                                               |                                               |
| 27.09.1990         | 20.11.1994                       |                                 | 10   | '                        | Zăpăceală Looniversitară                                                                      | Looniversity Daze                             |
|                    |                                  |                                 |      |                          |                                                                                               |                                               |
| 28.09.1990         | 27.11.1994                       |                                 | 11   | '                        | Ziua slujbelor                                                                                | Career Oppor-Toon-ities                       |
|                    |                                  |                                 |      |                          |                                                                                               |                                               |
| 01.10.1990         | 04.12.1994                       |                                 | 12   | '                        | Bande și benzi                                                                                | Gang Busters                                  |
|                    |                                  |                                 |      |                          |                                                                                               |                                               |
| 02.10.1990         | 11.12.1994                       |                                 | 13   | '                        | Roata comediei                                                                                | The Wheel o' Comedy                           |
|                    |                                  |                                 |      |                          |                                                                                               |                                               |
| 03.10.1990         | 18.12.1994                       |                                 | 14   | '                        | Întâlniri amoroase în stilul Acme                                                             | Dating, Acme Acres Style                      |
|                    |                                  |                                 |      |                          |                                                                                               |                                               |
| 04.10.1990         | 25.12.1994                       |                                 | 15   | '                        | Închiriază un prieten/Iepurașul zăpăcit/O concluzie păroasă de legat                          | Rainy Daze                                    |
|                    |                                  |                                 |      |                          |                                                                                               |                                               |
| 05.10.1990         | 01.01.1995                       |                                 | 16   | '                        | În căutarea lui Honey                                                                         | Fields of Honey                               |
|                    |                                  |                                 |      |                          |                                                                                               |                                               |
| 08.10.1990         | 15.01.1995                       |                                 | 17   | '                        | O noapte de groază                                                                            | Hare-Raising Night                            |
|                    |                                  |                                 |      |                          |                                                                                               |                                               |
| 09.10.1990         | 22.01.1995                       |                                 | 18   | '                        | Cele mai bune povești cu rățoi                                                                | Best 'o Plucky Duck Day                       |
|                    |                                  |                                 |      |                          |                                                                                               |                                               |
| 10.10.1990         | 29.01.1995                       |                                 | 19   | '                        | Iepurașul culturist/Dizzy și gândacii/Născut pentru a fi imitat                               | The Buster Bunny Bunch                        |
|                    |                                  |                                 |      |                          |                                                                                               |                                               |
| 11.10.1990         | 05.02.1995                       |                                 | 20   | '                        | Super meciul cu Acme                                                                          | The Acme Bowl                                 |
|                    |                                  |                                 |      |                          |                                                                                               |                                               |
| 12.10.1990         | 12.02.1995                       |                                 | 21   | '                        | Cetățeanul Max                                                                                | Citizen Max                                   |
|                    |                                  |                                 |      |                          |                                                                                               |                                               |
| 15.10.1990         | 19.02.1995                       |                                 | 22   | '                        | Stresul testelor                                                                              | Test Stressed                                 |
|                    |                                  |                                 |      |                          |                                                                                               |                                               |
| 16.10.1990         | 26.02.1995                       |                                 | 23   | '                        | La cererea voastră, partea 2                                                                  | You Asked For It, Part II                     |
|                    |                                  |                                 |      |                          |                                                                                               |                                               |
| 17.10.1990         | 05.03.1995                       |                                 | 24   | '                        | I-am promis totul                                                                             | Prom-ise Her Anything                         |
|                    |                                  |                                 |      |                          |                                                                                               |                                               |
| 18.10.1990         | 12.03.1995                       |                                 | 25   | '                        | Plucky vedetă de Hollywood                                                                    | Hollywood Plucky                              |
|                    |                                  |                                 |      |                          |                                                                                               |                                               |
| 19.10.1990         | 19.03.1995                       |                                 | 26   | '                        | '                                                                                             | Life in the 1990s                             |
|                    |                                  |                                 |      |                          |                                                                                               |                                               |
| 22.10.1990         | 26.03.1995                       |                                 | 27   | '                        | Arătări nocturne                                                                              | Stuff that Goes Bump in the Night             |
|                    |                                  |                                 |      |                          |                                                                                               |                                               |
| 23.10.1990         | 02.04.1995                       |                                 | 28   | '                        | Acme, zona crepusculară                                                                       | The Acme Acres Zone                           |
|                    |                                  |                                 |      |                          |                                                                                               |                                               |
| 24.10.1990         | 09.04.1995                       |                                 | 29   | '                        | În interiorul rățoiului Plucky                                                                | Inside Plucky Duck                            |
|                    |                                  |                                 |      |                          |                                                                                               |                                               |
| 25.10.1990         | 16.04.1995                       |                                 | 30   | '                        | Pasăre migratoare/Pisicuța catastrofă/Lumea e o junglă                                        | Wake Up Call of the Wild                      |
|                    |                                  |                                 |      |                          |                                                                                               |                                               |
| 26.10.1990         | 23.04.1995                       |                                 | 31   | '                        | Ora lui Buster Bunny                                                                          | It's Buster Bunny Time                        |
|                    |                                  |                                 |      |                          |                                                                                               |                                               |
| 29.10.1990         | 30.04.1995                       |                                 | 32   | '                        | Cu inima ca unui purice                                                                       | Starting from Scratch                         |
|                    |                                  |                                 |      |                          |                                                                                               |                                               |
| 30.10.1990         | 07.05.1995                       |                                 | 33   | '                        | Atenție la micuți                                                                             | Looking Out for the Little Guy                |
|                    |                                  |                                 |      |                          |                                                                                               |                                               |
| 31.10.1990         | 14.05.1995                       |                                 | 34   | '                        | Zăpăceală școlară                                                                             | Son of Looniversity Daze                      |
|                    |                                  |                                 |      |                          |                                                                                               |                                               |
| 01.11.1990         | 21.05.1995                       |                                 | 35   | '                        | Dragoste animată/Curățenia de primăvară a Elmyrei/Este incredibil de aiurit                   | Spring in Acme Acres                          |
|                    |                                  |                                 |      |                          |                                                                                               |                                               |
| 02.11.1990         | 28.05.1995                       |                                 | 36   | '                        | Lumea trăznită a sporturilor                                                                  | The Wacko World of Sports                     |
|                    |                                  |                                 |      |                          |                                                                                               |                                               |
| 05.11.1990         | 04.06.1995                       |                                 | 37   | '                        | Breteală și pulbere de stele                                                                  | Sawdust and Toonsil                           |
|                    |                                  |                                 |      |                          |                                                                                               |                                               |
| 06.11.1990         | 11.06.1995                       |                                 | 38   | '                        | O călătorie spre centrul orașului Acme                                                        | Journey to the Center of Acme Acres           |
|                    |                                  |                                 |      |                          |                                                                                               |                                               |
| 07.11.1990         | 18.06.1995                       |                                 | 39   | '                        | Fără deșeuri!, spune Colectorul de Pungi de Gunoi/Aiureală în junglă/Poloare în Lumea Aiurită | Pollution Solution                            |
|                    |                                  |                                 |      |                          |                                                                                               |                                               |
| 08.11.1990         | 25.06.1995                       |                                 | 40   | '                        | Măcănit in spațiu                                                                             | A Quack in the Quarks                         |
|                    |                                  |                                 |      |                          |                                                                                               |                                               |
| 09.11.1990         | 02.07.1995                       |                                 | 41   | '                        | Întrebați-l pe domnul Popularitate                                                            | Ask Mr. Popular                               |
|                    |                                  |                                 |      |                          |                                                                                               |                                               |
| 12.11.1990         | 09.07.1995                       |                                 | 42   | '                        | Europa în 30 de minute                                                                        | Europe in 30 Minutes                          |
|                    |                                  |                                 |      |                          |                                                                                               |                                               |
| 13.11.1990         | 16.07.1995                       |                                 | 43   | '                        | Poveștile anilor 90                                                                           | Fairy Tales for the 90's                      |
|                    |                                  |                                 |      |                          |                                                                                               |                                               |
| 14.11.1990         | 23.07.1995                       |                                 | 44   | '                        | Cine l-a răpit pe Bugs Bunny?                                                                 | Who Bopped Bugs Bunny?                        |
|                    |                                  |                                 |      |                          |                                                                                               |                                               |
| 15.11.1990         | 30.07.1995                       |                                 | 45   | '                        | Animaniacii!                                                                                  | Animaniacs!                                   |
|                    |                                  |                                 |      |                          |                                                                                               |                                               |
| 16.11.1990         | 06.08.1995                       |                                 | 46   | '                        | Hamton                                                                                        | Here's Hamton                                 |
|                    |                                  |                                 |      |                          |                                                                                               |                                               |
| 01.02.1991         | 13.08.1995                       |                                 | 47   | '                        | Insula animată                                                                                | No Toon Is an Island                          |
|                    |                                  |                                 |      |                          |                                                                                               |                                               |
| 04.02.1991         | 20.08.1995                       |                                 | 48   | '                        | Poznașii: Începutul                                                                           | The Looney Beginning                          |
|                    |                                  |                                 |      |                          |                                                                                               |                                               |
| 05.02.1991         | 27.08.1995                       |                                 | 49   | '                        | '                                                                                             | The Wide World of Elmyra                      |
|                    |                                  |                                 |      |                          |                                                                                               |                                               |
| 06.02.1991         | 17.09.1995                       |                                 | 50   | '                        | Păcăleală pe cinste                                                                           | High Toon                                     |
|                    |                                  |                                 |      |                          |                                                                                               |                                               |
| 07.02.1991         | 24.09.1995                       |                                 | 51   | '                        | '                                                                                             | Brave Tales of Real Rabbits                   |
|                    |                                  |                                 |      |                          |                                                                                               |                                               |
| 08.02.1991         | 01.10.1995                       |                                 | 52   | '                        | Ziua fizico-fantastică                                                                        | Psychic Fun-Omenon Day                        |
|                    |                                  |                                 |      |                          |                                                                                               |                                               |
| 11.02.1991         | 08.10.1995                       |                                 | 53   | '                        | '                                                                                             | You Asked For It Again                        |
|                    |                                  |                                 |      |                          |                                                                                               |                                               |
| 12.02.1991         | 15.10.1995                       |                                 | 54   | '                        | '                                                                                             | Whale's Tales                                 |
|                    |                                  |                                 |      |                          |                                                                                               |                                               |
| 13.02.1991         | 22.10.1995                       |                                 | 55   | '                        | '                                                                                             | A Ditch in Time                               |
|                    |                                  |                                 |      |                          |                                                                                               |                                               |
| 14.02.1991         | 29.10.1995                       |                                 | 56   | '                        | '                                                                                             | Son of the Wacko World of Sports              |
|                    |                                  |                                 |      |                          |                                                                                               |                                               |
| 15.02.1991         | 05.11.1995                       |                                 | 57   | '                        | '                                                                                             | Weirdest Story Ever Told                      |
|                    |                                  |                                 |      |                          |                                                                                               |                                               |
| 18.02.1991         | 12.11.1995                       |                                 | 58   | '                        | '                                                                                             | How Sweetie It Is                             |
|                    |                                  |                                 |      |                          |                                                                                               |                                               |
| 19.02.1991         | 19.11.1995                       |                                 | 59   | '                        | '                                                                                             | The Return to the Acme Acres Zone             |
|                    |                                  |                                 |      |                          |                                                                                               |                                               |
| 20.02.1991         | 26.11.1995                       |                                 | 60   | '                        | '                                                                                             | Mr. Popular's Rules of Cool                   |
|                    |                                  |                                 |      |                          |                                                                                               |                                               |
| 21.02.1991         | 03.12.1995                       |                                 | 61   | '                        | '                                                                                             | The Acme Home Shopping Show                   |
|                    |                                  |                                 |      |                          |                                                                                               |                                               |
| 22.02.1991         | 10.12.1995                       |                                 | 62   | '                        | '                                                                                             | Viewer Mail Day                               |
|                    |                                  |                                 |      |                          |                                                                                               |                                               |
| 25.02.1991         | 17.12.1995                       |                                 | 63   | '                        | '                                                                                             | Tiny Toons Music Television                   |
|                    |                                  |                                 |      |                          |                                                                                               |                                               |
| 26.02.1991         | 24.12.1995                       |                                 | 64   | '                        | '                                                                                             | New Character Day                             |
|                    |                                  |                                 |      |                          |                                                                                               |                                               |
| 26.03.1991         | 31.12.1995                       |                                 | 65   | '                        | '                                                                                             | K-ACME TV                                     |
|                    |                                  |                                 |      |                          |                                                                                               |                                               |
| SEZONUL 2          |                                  |                                 |      |                          |                                                                                               |                                               |
|                    |                                  |                                 |      |                          |                                                                                               |                                               |
| 16.09.1991         | 20.06.1997                       |                                 | 66   | '                        | '                                                                                             | Playtime Toons                                |
|                    |                                  |                                 |      |                          |                                                                                               |                                               |
| 17.09.1991         | 27.06.1997                       |                                 | 67   | '                        | '                                                                                             | Going Places                                  |
|                    |                                  |                                 |      |                          |                                                                                               |                                               |
| 18.09.1991         | 04.07.1997                       |                                 | 68   | '                        | '                                                                                             | Pledge Week                                   |
|                    |                                  |                                 |      |                          |                                                                                               |                                               |
| 19.09.1991         | 11.07.1997                       |                                 | 69   | '                        | '                                                                                             | Elephant Issues                               |
|                    |                                  |                                 |      |                          |                                                                                               |                                               |
| 20.09.1991         | 18.07.1997                       |                                 | 70   | '                        | '                                                                                             | Toon Physics                                  |
|                    |                                  |                                 |      |                          |                                                                                               |                                               |
| 04.11.1991         | 25.07.1997                       |                                 | 71   | '                        | '                                                                                             | Hog-Wild Hamton                               |
|                    |                                  |                                 |      |                          |                                                                                               |                                               |
| 11.11.1991         | 01.08.1997                       |                                 | 72   | '                        | '                                                                                             | Love Disconnection                            |
|                    |                                  |                                 |      |                          |                                                                                               |                                               |
| 18.11.1991         | 08.08.1997                       |                                 | 73   | '                        | '                                                                                             | Buster and Babs Go Hawaiian                   |
|                    |                                  |                                 |      |                          |                                                                                               |                                               |
| 22.11.1991         | 15.08.1997                       |                                 | 74   | '                        | '                                                                                             | Henny Youngman Day                            |
|                    |                                  |                                 |      |                          |                                                                                               |                                               |
| 25.11.1991         | 22.08.1997                       |                                 | 75   | '                        | '                                                                                             | Best of Buster Day                            |
|                    |                                  |                                 |      |                          |                                                                                               |                                               |
| 07.02.1992         | 29.08.1997                       |                                 | 76   | '                        | '                                                                                             | A Cat's Eye View                              |
|                    |                                  |                                 |      |                          |                                                                                               |                                               |
| 10.02.1992         | 02.09.1997                       |                                 | 77   | '                        | '                                                                                             | Take Elmyra, Please                           |
|                    |                                  |                                 |      |                          |                                                                                               |                                               |
| 24.02.1992         | 09.09.1997                       |                                 | 78   | '                        | '                                                                                             | Thirteensomething                             |
|                    |                                  |                                 |      |                          |                                                                                               |                                               |
| SEZONUL 3          |                                  |                                 |      |                          |                                                                                               |                                               |
|                    |                                  |                                 |      |                          |                                                                                               |                                               |
| 15.09.1992         | 16.09.1997                       |                                 | 79   | '                        | '                                                                                             | Acme Cable TV                                 |
|                    |                                  |                                 |      |                          |                                                                                               |                                               |
| 16.09.1992         | 23.09.1997                       |                                 | 80   | '                        | '                                                                                             | Toon TV                                       |
|                    |                                  |                                 |      |                          |                                                                                               |                                               |
| 17.09.1992         | 30.09.1997                       |                                 | 81   | '                        | '                                                                                             | Toons from the Crypt                          |
|                    |                                  |                                 |      |                          |                                                                                               |                                               |
| 18.09.1992         | 07.10.1997                       |                                 | 82   | '                        | '                                                                                             | New Class Day                                 |
|                    |                                  |                                 |      |                          |                                                                                               |                                               |
| 19.09.1992         | 14.10.1997                       |                                 | 83   | '                        | '                                                                                             | Sports Shorts                                 |
|                    |                                  |                                 |      |                          |                                                                                               |                                               |
| 21.09.1992         | 21.10.1997                       |                                 | 84   | '                        | '                                                                                             | Kon Ducki                                     |
|                    |                                  |                                 |      |                          |                                                                                               |                                               |
| 22.09.1992         | 28.10.1997                       |                                 | 85   | '                        | '                                                                                             | Sepulveda Boulevard                           |
|                    |                                  |                                 |      |                          |                                                                                               |                                               |
| 28.09.1992         | 04.11.1997                       |                                 | 86   | '                        | '                                                                                             | Flea for Your Life                            |
|                    |                                  |                                 |      |                          |                                                                                               |                                               |
| 02.11.1992         | 18.11.1997                       |                                 | 87   | '                        | '                                                                                             | Grandma's Dead                                |
|                    |                                  |                                 |      |                          |                                                                                               |                                               |
| 04.11.1992         | 25.11.1997                       |                                 | 88   | '                        | '                                                                                             | Weekday Afternoon Live                        |
|                    |                                  |                                 |      |                          |                                                                                               |                                               |
| 09.11.1992         | 02.12.1997                       |                                 | 89   | '                        | '                                                                                             | What Makes Toons Tick                         |
|                    |                                  |                                 |      |                          |                                                                                               |                                               |
| 10.11.1992         | 09.12.1997                       |                                 | 90   | '                        | '                                                                                             | Fox Trot                                      |
|                    |                                  |                                 |      |                          |                                                                                               |                                               |
| 11.11.1992         | 16.12.1997                       |                                 | 91   | '                        | '                                                                                             | Music Day                                     |
|                    |                                  |                                 |      |                          |                                                                                               |                                               |
| 12.11.1992         | 23.12.1997                       |                                 | 92   | '                        | '                                                                                             | Buster's Directorial Debut                    |
|                    |                                  |                                 |      |                          |                                                                                               |                                               |
| 13.11.1992         | 30.12.1997                       |                                 | 93   | '                        | '                                                                                             | Toons Take Over                               |
|                    |                                  |                                 |      |                          |                                                                                               |                                               |
| 14.11.1992         | 06.01.1998                       |                                 | 94   | '                        | '                                                                                             | Two-Tone Town                                 |
|                    |                                  |                                 |      |                          |                                                                                               |                                               |
| 15.11.1992         | 13.01.1998                       |                                 | 95   | '                        | '                                                                                             | Washingtoon                                   |
|                    |                                  |                                 |      |                          |                                                                                               |                                               |
| 04.12.1992         | 20.01.1998                       |                                 | 96   |                          | '                                                                                             | The Horror of Slumber Party Mountain          |
|                    |                                  |                                 |      |                          |                                                                                               |                                               |
| 05.12.1992         | 27.01.1998                       |                                 | 97   |                          | '                                                                                             | The Return of Batduck                         |
|                    |                                  |                                 |      |                          |                                                                                               |                                               |
| 06.12.1992         | 03.02.1998                       |                                 | 98   | '                        |                                                                                               | It's a Wonderful Tiny Toons Christmas Special |
|                    |                                  |                                 |      |                          |                                                                                               |                                               |
| FILM               |                                  |                                 |      |                          |                                                                                               |                                               |
|                    |                                  |                                 |      |                          |                                                                                               |                                               |
| 11.03.1992         | 10.11.1996                       |                                 | F1   | '                        | '                                                                                             | Tiny Toon Adventures: How I Spent My Vacation |
|                    |                                  |                                 |      |                          |                                                                                               |                                               |
| EPISOADE SPECIALE  |                                  |                                 |      |                          |                                                                                               |                                               |
|                    |                                  |                                 |      |                          |                                                                                               |                                               |
| 27.03.1994         | 15.04.1998                       |                                 | ES01 | '                        | '                                                                                             | Tiny Toons Spring Break                       |
|                    |                                  |                                 |      |                          |                                                                                               |                                               |
| 28.05.1995         | 31.10.1998                       |                                 | ES02 | '                        | '                                                                                             | Tiny Toons Night Ghoulery                     |
|                    |                                  |                                 |      |                          |                                                                                               |                                               |

## Moștenire

### Spin-off-uri
În 1992, un spin-off concentrat pe Plucky Duck intitulat The Plucky Duck Show a fost difuzat pe Fox Kids pentru 13 episoade alcătuite în principal din compilații de segmente cu personajul titular și un episod original.
În 1998, un spin-off cu Elmira Duff alături de personajele titulare din Pinky and the Brain intitulat Pinky, Elmira and the Brain a fost difuzat pentru 13 episoade pe Kids WB.

### Reboot
Un serial reboot, Looniversitatea Micuților, a fost anunțat pe 28 octombrie 2020. Două sezoane au fost comandate, cu fiecare episod având o durată de 30 de minute. La fel ca Micii poznași, este produs de Amblin Television și Warner Bros. Animation, cu Steven Spielberg întorcându-se ca producător executiv. Sam Register, Justin Falvey și Darryl Frank sunt de asemenea producători executivi, iar Erin Gibson este showrunner și producătoare executivă. Primul sezon a fost lansat pe 8 septembrie 2023 pe Max, cu premiera la televizor ziua următoare pe Cartoon Network.
La scurt timp după anunțul inițial, a fost raportat că o mulțime de actori de dublaj din serialul original nu se vor întoarce în acest serial. Cree Summer a dezvăluit că a auzit că Elmyra Duff nu va fi inclusă. În plus, Charlie Adler nu a fost chemat pentru a-și relua rolul ca Buster Bunny, și nici Maurice LaMarche ca Dizzy Devil.
Totuși, într-un interviu pe 12 iulie 2021, Candi Milo a spus că se va întoarce în rolul lui Buni, dar a rămas neclar dacă se va întoarce și în rolul ei ca Sweetie. Trei zile mai târziu, pe 15 iulie, Jeff Bergman a confirmat că se va întoarce și el la serial dublând pe Bugs Bunny, Sylvester și Foghorn Leghorn. El a mers în detaliu privind rolurile personajelor în serial, explicând că Foghorn o să ocupe rolul de antrenor la Acme Looniversity, iar Bugs va lua o personalitate "asemănătoare cu Dumbledore". El a mai confirmat de asemenea că au început sesiunile de înregistare.
Pe 9 iulie 2022, s-a anunțat că Tiny Toons Looniversity va lua parte la panoul Looney Tunes în cadrul San Diego Comic-Con 2022. Pe 22 iulie, Ashleigh Crystal Hairston a fost anunțată că o să dubleze pe Babs Bunny, înlocuind-o pe Tress MacNeille. Numeroase piese de concept artistic au fost arătate, dezvăluind renovatul Acme Looniversity și interiorul său. S-a mai confirmat și că majoritatea personajelor principale din serialul original se vor întoarce, unele cu apariții actualizate, printre care și Elmyra Duff, care a fost anterior dezvăluită ca nefiind parte a serialului. Spielberg s-a referit la acest serial ca fiind "cea mai bună iterație a Micii poznași pe care a văzut-o".
Len Kirnaly și showrunner-ul Erin Gibson au confirmat că Babs și Buster Bunny sunt frați gemeni în acest reboot. Decizia a fost întâmpinată cu răceală din partea fanilor și a creatorului serialului original Tom Ruegger. Un interviu din iulie 2022 din partea unor membri din producție a dat mai multe detalii. Ei au dezvăluit că toate personajele din serialul original o să fie readuse, "până la Arnold Pit Bull". Ei au mai indicat de asemenea la un episod care va lua loc în spațiul cosmic. Gibson a dat explicații la decizia creativă de a-i face pe Babs și Buster rude ca o explorare a unei relații suportive și pozitive.
Pe 20 aprilie 2023, un trailer a fost încărcat pe YouTube de IGN, cu premiera descrisă ca fiind programată pentru toamna lui 2023.
Pe 22 iunie 2023, distribuția principală a fost anunțată. Eric Bauza îi dublează pe Buster Bunny, Daffy Duck și Gossamer, David Errigo Jr. îi dublează pe Plucky Duck și Hamton Pig, Tessa Netting o dublează pe Sweetie Bird și Bob Bergen și Cree Summer se vor întoarce să dubleze pe Porky Pig și Elmyra Duff respectiv, alăturându-se lui Bergman și Hairston care au fost anterior anunțați. Pe 21 iulie 2023, primele două episoade au fost arătate la SDCC, iar în aceeași zi tema de început a fost încărcată online, cu Matthew Janszen anunțat ca compozitor. Pe 5 august 2023, a fost raportat că serialul o să aibă premiera pe 9 septembrie 2023 pe Cartoon Network.